# 裴秀
裴秀（224年—271年4月3日），字季彦，河东闻喜縣人。曹魏西晋政治家，地图学家。青年起从政，一直颇受司马昭、司马炎父子信任，曾主持魏末晋初官职和爵位的制定工作，官至司空。他著有中国最早有记载的地图集《禹贡地域图》，并在其序中提出了对中国古代地图绘制影响很大的“制图六体”。后因服寒食散误饮冷酒去世。

## 生平
裴秀出身于官宦之家。祖父裴茂，父裴潜，分别官至东汉和魏国的尚书令。岳父为名将郭淮弟郭配。
裴秀自幼聪慧好学，他叔父裴徽名望也很高，家中常有宾客来往，宾客见过裴徽之后，都要到年仅十余岁的裴秀那里拜访交谈。时人称之“后起领袖有裴秀。”后毌丘俭把他推荐给大将军曹爽。曹爽遂任命裴秀为黄门侍郎，袭父爵清阳亭侯。曹爽被杀后，司马昭担任安东将军和卫将军与吴蜀作战时，裴秀又担任司马之职，参与机要，甚得信任。257年诸葛诞起兵反司马昭，裴秀作为参谋和陈泰、钟会一起参与司马昭的讨伐军。诸葛诞被杀之后，因功进封鲁阳乡侯。
260年魏主曹髦因反抗司马昭被杀，裴秀定计迎立常道乡公曹奂为帝，得以从乡侯升为县侯，并任尚书仆射。当时荀顗负责礼仪的制定，贾充主持法律的修改，而裴秀则负责新官制和爵位的制定，他建议恢复西周的五等爵位制，使得大量司马氏的支持者得以获封。之后裴秀又对为立谁继承的司马昭进言说“中抚军（指司马炎）人望既茂，天表如此，固非人臣之相也。”使得司马昭决心立司马炎为继承人。265年司马炎称帝后，即封裴秀为钜鹿郡公，尚书令，后于泰始四年正月辛未日（268年2月3日）加封裴秀为司空。
由于司空一职位置甚高，且主管土木，田地。这使得裴秀可以不必像在尚书令任上那样忙于行政事务，可以接触到关于各地的地理情况的图书和资料。加之裴秀天资聪颖，又一直随军担任参谋，关注各地地形地势。他开始希望通过图解来注释来纠正对《尚书·禹贡》篇的误传，故写作了《禹贡地域图》十八篇，并在序中提出了“制图六体”。泰始七年（271年），被称为“当世名公”的裴秀服用寒食散，寒食散食后需食冷饭，饮热酒以求发散，裴秀却误饮冷酒，於三月丙戌日（271年4月3日）逝世，諡元公。

## 地图学贡献
裴秀的《禹贡地域图》十八篇，是中国见于文字记载的最早的一部地图集。这部地图集的编绘和完成时间应该是在泰始四年至七年（公元268—271年）。完成之后，即“藏于秘府”，不为人所知。但唐初官修的藏书目录《隋书·经籍志》已不见记载，而隋代建筑家宇文恺曾说“裴秀《舆地》以二寸为千里，臣之此图，用一分为尺”，有可能他见过民间流传的该图集的残篇，但今日此图集已彻底失传。裴秀还曾把当时旧的天下大图，缩绘成比例尺为1：1800000的“方丈图”，或称“地形方丈图”，也已失传。
流传下的只有裴秀为《禹贡地域图》所作的序，其中提出了“制图六体”即分率，准望，道里，高下，方邪，迂直，现代对前三者意见基本一致，分率指比例尺，准望指标定的方向，道里指地于地之间的距离，即裴秀自己说的“所以定所由之数也。”对高下，方邪，迂直的解释则莫衷一是，一般认为此指高取下，方取斜，迂取直之意，即测量时由于地形的高低和道路曲折的关系只能求得曲线距离的，需要把它们换算成直线距离再标到图上。即“有道里而无高下、方邪、迂直之校，则径路之数必与远近之实相违，失准望之正矣。”（有道路里程却不通过高下、方邪和迂直法的校正，那么里程和真实的直线距离是不相等的，会导致方向和位置的偏差。）
在裴秀以前，中国在地图绘制方面积累了十分丰富的实践经验，但是缺少理论概括和指导。自裴秀提出“制图六体”之后，即为中国古代的地图学者所遵循，如唐代的贾耽和宋代的沈括均以裴秀“制图六体”作为绘制地图的规范。在明末清初欧洲的地图投影方法传入中国之前，裴秀的“六体”一直是中国古代绘制地图的重要原则，对于中国传统地图学的发展影响极大。
現中國測繪學會所舉辦的全國優秀地圖作品裴秀獎以裴秀為名，紀念他在地圖學的傑出成就。

## 延伸阅读
[在维基数据编辑]
 《晉書·卷035》，出自房玄齡《晉書》

| 前任： 荀顗 | 西晉司空 268年－271年 | 繼任： 賈充 |